# Вучитерни, Салих
Салих-бей Вучитерни (алб. Salih bej Vuçitërni; 8 апреля 1880, Вучитрн — октябрь 1949) — албанский политик, монархист.

## Биография
Салих Вучитерни родился 8 апреля 1880 года в Вучитрне (Косовский вилайет, Османская империя), в семье землевладельцев. Сначала он служил городским ходжей. В 1920 году Вучитерни перебрался в Албанию, где занял должность вице-префекта Тираны. С 1921 по 1925 год он являлся депутатом албанского парламента, представляя район Дебара, а с 1925 по 1928 год — членом Сената.
В феврале 1927 года, после проверки, выявившей беспорядок в делах албанского вакуфа, где он был администратором, и провала реформы в организации медресе Вучитерни выступил за реформу благотворительных учреждений страны. Этот призыв привёл к спорам в обществе.
С мая 1928 по 1930 год Вучитерни занимал пост министра общественных работ (алб. Ministër i Punëve Botore) в правительстве Костака Коты. В течение этого срока проводились расследования, связанные с обвинениями его в коррупции. В период с 1928 по 1932 год Вучитерни являлся депутатом албанского парламента.
Вучитерни стал одним из двух доверенных лиц Ахмета Зогу, который вместе с Исмет-беем Крюэзиу из Гяковы возродил Комитет национальной обороны Косово. Это стало возможным, после того как Зогу удалось избавиться от таких своих влиятельных оппонентов, как Байрам Цурри и Хасан Приштина, а Албания стала склоняться к союзу с Италией. Деятельность этого комитета в то время была носила преимущественно пропагандистский характер.
Вучитерни также был избран главой правительственного комитета, отвечавшего за проведение аграрной реформы в Албании. Но этот комитет практически не сделал ничего важного, за исключением оказания помощи албанским семьям, вынужденно покидавшим Косово и селившимся в аграрных районах центральной Албании. В 1939 году итальянцы избрали его директором SITA, итальянской компании, занимавшейся электроэнергетикой и связанной с ней логистикой. На этом посту Вучитерни сменил Кемаля Вриони. В 1942 году он занимался управлением имуществом мусульманской общины в Албании.
В конце 1944 года Вучитерни был арестован албанскими коммунистами и осуждён как военный преступник и коллаборационист.

## Литературная деятельность
В 1937 году в Тиране был издан небольшая брошюра панегириков Вучитерни под названием «Золотые капли героизма в жизни короля и королевы-матери» (алб. Pikla t’arta heroizmi nga jeta e mbretit dhe nanës mbretneshë).
Но наиболее важной его литературной работой является перевод с османского языка на албанский труда Эвлии Челеби «Сейяхатнаме».